# Hachiko (film, 1987)
Pour le remake de 2009, voir Hatchi.
Pour plus de détails, voir Fiche technique et Distribution.
Hachiko (ハチ公物語, Hachikō monogatari) est un film japonais de Seijirō Kōyama sorti en 1987. 
Le film relate l'histoire véridique de Hachikō, un chien qui, après la mort de son maître en 1925, a attendu le retour de celui-ci devant le portique d'entrée de la gare de Shibuya, tous les soirs pendant près de dix ans, jusqu’à mourir à son tour. 

## Synopsis
Le 10 novembre 1923 a Ōdate, au Japon, Aka, chienne de race Akita, donne naissance à plusieurs chiots. L'un d'eux est envoyé par train à M. Hidesaburō Ueno, un professeur à l'université impériale de Tokyo connu pour son amour des chiens. Au départ, le professeur Ueno et son épouse Shizuko n'ont pas l'intention de garder l'animal en raison de la douleur encore intense causée par la mort récente du précédent chien de maison. Cependant, l'enthousiasme de leur fille Chizuko les pousse à adopter le petit Akita, que le professeur nomme « Hachi » en raison de la posture que prend le chiot — jambes fermement plantées au sol — qui rappelle le chiffre huit écrit en caractères japonais (八, prononcé « hachi »).
Malgré le manque d'enthousiasme des serviteurs Ogata et Oyoshi, le petit Hachi s'épanouit et établit un lien fort avec son maître le professeur Ueno. Les deux font de longues promenades en extérieur ; le professeur prend même le chien dans la baignoire pour le laver avec lui, ainsi que pour dormir avec lui les nuits de mauvais temps afin de lui éviter la niche. 
Mais surtout, Hachi accompagne le professeur tous les matins à la gare de Shibuya, où son maître prend le train pour aller travailler. Puis, tous les soirs, de lui-même, Hachi revient à la gare et attend le retour de son maître devant le portique d'entrée.
Le 21 mai 1925, le professeur Ueno succombe à une hémorragie cérébrale en plein cours à l’université. Hachi assiste au retour du corps et aux funérailles, mais dans les jours qui suivent, il continue à se rendre à la gare, au même endroit, pour espérer le retour de son maître.
Pendant ce temps, Shizuko, la veuve du professeur, décide de mettre en vente la maison familiale et de déménager chez sa fille Chizuko, qui s'est depuis mariée. Chizuko n'a pas envie de garder Hachi car il lui rappelle le souvenir douloureux de son père. Le chien est alors confié aux oncles de Shizuko, qui le maintiennent enchaîné. Les mauvaises conditions dans lesquelles il est gardé, ainsi que la forte nostalgie du professeur Ueno, incitent Hachi à s'enfuir et à retourner dans l'ancienne maison de M. Ueno, vendue depuis à une autre famille.
Kiku, voisin et qui était ami proche du professeur Ueno, reconnaît Hachi et décide de le garder, mais lui aussi meurt peu de temps après d'une crise cardiaque. Le chien, quant à lui, n'a jamais cessé de se rendre à la gare de Shibuya tous les soirs. Abandonné à son sort, sans personne pour s'occuper de lui, il survit grâce à Tome et sa femme, qui tiennent un kiosque devant la gare et ont décidé de le nourrir.
Le temps passe, et un journaliste, qui connaît Hachi (qu'on appelle depuis « Hachikō » — le petit Hachi), décide de publier son histoire. La veuve Shizuko découvre l'article dans le journal et se précipite à Shibuya pour reprendre le chien avec elle. Mais Hachi s'enfuit à nouveau et retourne à la gare de Shibuya pour continuer à y attendre chaque soir le retour de son premier maître. Il poursuit sa vie là, devant le portique d'entrée de la gare, nourri par Tome et sa femme jusqu'à ce qu’il meure le 8 mars 1935.

## Fiche technique
- Titre français : Hachiko
- Titre original : ハチ公物語 (Hachikō monogatari?)
- Réalisation : Seijirō Kōyama
- Scénario : Kaneto Shindō
- Photographie : Shinsaku Himeda (ja)
- Décors : Yoshinobu Nishioka (ja)
- Montage : Mitsuo Kondō
- Son : Ken'ichi Benitani (ja)
- Musique : Tetsuji Hayashi (ja)
- Producteurs : Toshio Nabeshima et Jun'ichi Shindō
- Sociétés de production : Shōchiku
- Pays de production :  Japon
- Langue originale : japonais
- Format : couleur - 1,85:1 - 35 mm - son mono
- Genre : drame
- Durée : 107 minutes[1]
- Date de sortie : Japon : 1er août 1987[1]

## Distribution
- Tatsuya Nakadai : Hidesaburō (Shujiro) Ueno
- Kaoru Yachigusa : Shizuko Ueno
- Mako Ishino : Chizuko Ueno
- Masumi Harukawa : Okichi
- Taiji Tonoyama : Hashimoto
- Yoshi Katō : Kondo
- Hisashi Igawa : Maekawa
- Shigeru Izumiya : Yasui
- Kei Yamamoto : Serizawa
- Kumeko Urabe : le propriétaire du bureau de tabac
- Chōei Takahashi : Mase
- Saburō Ishikura : Machida
- Shirō Kishibe : un client
- Hairi Katagiri : Oyoshi
- Takuji Aoki : Taku Aoki

## Autour du film
Ce film a été en tête des entrées au Japon en 1987, avec deux milliards de yens de revenus.
Ce film est consacré à l'attachement, la confiance et l'affection d'un chien, dont la statue de bronze se dresse toujours à ce jour au-dessus de la gare de Shibuya, à Tokyo.

## Distinctions

### Récompenses
- 1988 : Prix Mainichi des meilleurs décors pour Yoshinobu Nishioka (ja) (conjointement pour Tokyo Bordello et Ryōma o kitta otoko)[3]

### Nominations
- 1988 : Prix du meilleur film, du meilleur scénario pour Kaneto Shindō, des meilleurs décors pour Yoshinobu Nishioka (ja) (conjointement pour Tokyo Bordello et Ryōma o kitta otoko) et du meilleur son pour Ken'ichi Benitani (ja) aux Japan Academy Prize[4]

## Remake
- 2009 : Hatchi[5], film américain de Lasse Hallström, avec Richard Gere.